# (5764) 1985 CS1
(5764) 1985 CS1 là một tiểu hành tinh vành đai chính. Nó được phát hiện bởi Henri Debehogne ở Đài thiên văn La Silla ở Chile ngày 10 tháng 2 năm 1985.